# Fan Zhiyi
Fan Zhiyi (chinesisch 范志毅; * 6. November 1969 in Shanghai) ist ein ehemaliger chinesischer Fußballspieler und späterer -trainer. In seiner Karriere verzeichnete er mehr als hundert Einsätze für die chinesische Fußballnationalmannschaft.

## Karriere

### Verein
Bereits Fans Vater Fan Jiuling war Fußballspieler. Fan selbst begann seine Profi-Karriere in den 1990ern bei Shanghai Shenhua. Bei einem Freundschaftsspiel zwischen China und England rückte er ins Interesse englischer Vereine. Nachdem 1997 ein Wechsel zu Tottenham Hotspur aufgrund einer Verletzung Fans gescheitert war, unterschrieb er 1998 einen Vertrag bei Erstligaabsteiger Crystal Palace. Neben Sun Jihai, der gleichzeitig von Crystal Palace verpflichtet worden war, war Fan der erste Chinese, der professionell in England Fußball spielte. Dort wurde er in den folgenden drei Saisons regelmäßig eingesetzt, zeitweise war er sogar Kapitän des Teams. 2001 unterschrieb er einen Vertrag beim schottischen Erstligisten Dundee United, wo er in der ersten Saisonhälfte immerhin auf 14 Einsätze kam. Laut eigener Aussage hatte er auch Angebote vom FC Liverpool und von Newcastle United bekommen, diese aber abgelehnt, da er so wahrscheinlich weniger Zeit für Einsätze in der Nationalmannschaft gehabt hätte. Ein Wechsel zu Tottenham Hotspur scheiterte aufgrund einer Verletzung. In der zweiten Saisonhälfte sowie in der ersten Hälfte der nächsten Saison wurde er jeweils in sein Heimatland China ausgeliehen, zunächst zu Shanghai Zhongyuan Huili und dann zu seinem ehemaligen Verein Shanghai Shenhua. 2002 fand er bei Cardiff City eine neue Anstellung, kam dort aber nur auf wenige Spielminuten.
Schließlich kehrte er vollständig nach China zurück. Zunächst verpflichtete ihn der Hongkonger Verein Hong Kong Rangers FC, ehe er jeweils Ein-Jahres-Verträge bei Zhuhai Zhongbang und erneut bei Shanghai Shenhua absolvierte. 2005 kehrte er abschließend wieder zu den Hong Kong Rangers zurück, wo er seine Karriere als Spielertrainer in der Funktion des Co-Trainers ausklingen ließ. 2008 wurde er zunächst Sportdirektor bei Shanghai Dongya, ehe er 2009 dort U19-Trainer wurde. 2010 rutschte er als Trainer der Hauptmannschaft auf; die Spiele des Vereins leitete er bis Ende des Jahres. Eine neue Anstellung fand er einige Jahre später bei seinem ehemaligen Club Shanghai Shenhua. Dort war er 2015 Nachwuchskoordinator und leitete bis Anfang 2016 gleichzeitig auch die U19-Mannschaft. Anschließend zeichnete er sich bis 2020 als Trainer der B-Mannschaft des Vereines verantwortlich. 2020 unterschrieb er einen Vertrag als technischer Direktor bei Shanghai Genbao.
Zhiyi ist Vater einer Tochter, die noch in London geboren wurde.

### Nationalmannschaft
Fan Zhiyi bestritt über hundert Länderspiele für die chinesische Fußballnationalmannschaft, die genaue Zahl bewegt sich je nach Quelle zwischen 106 und 109 Partien. Nach seinem Debüt im August 1992 beim 2:2 gegen Nordkorea im Rahmen des Dynasty Cups blieb er der Nationalelf knapp zehn Jahre erhalten. Unter anderem spielte Fan auch bei den Asienspielen 1994, den Asienspielen 1998, der Fußball-Asienmeisterschaft 2000 und der Fußball-Weltmeisterschaft 2002 für sein Land. Im Anschluss an die WM beendete er seine internationale Karriere. Zeitweise war er auch Kapitän der Nationalmannschaft.

## Auszeichnungen
- Torschützenkönig der Chinese Jia-A League 1994/95
- Chinas Fußballer des Jahres 1995
- Asiens Fußballer des Jahres 2001